# Тихая ночь, смертельная ночь (фильм, 2025)
«Тихая ночь, смертельная ночь» (англ. Silent Night, Deadly Night) — предстоящий американский слэшер, написанный и снятый Майком П. Нельсоном, является ремейком фильма 1984.
Релиз запланирован на 12 декабря 2025 года.

## Сюжет
Ребенок становится свидетелем убийства своих родителей человеком в костюме Санты. Годы спустя, став взрослым, он сам надевает костюм Санты и отправляется на жестокие поиски возмездия тем, кто повинен в травмирующем событии из его детства.

## В ролях
- Роэн Кэмпбелл[англ.] (англ.) (Билли Чэпмен)
- Руби Модин[англ.] (англ.) в роли Памелы
- Марк Ачесон[англ.] (англ.)
- Дэвид Лоуренс Браун
- Дэвид Томлинсон[англ.] (англ.)